# Sudbury (Vermont)
Sudbury és una població dels Estats Units a l'estat de Vermont. Segons el cens del 2000 tenia 583 habitants.

## Demografia
Segons el cens del 2000, Sudbury tenia 583 habitants, 237 habitatges, i 159 famílies. La densitat de població era de 10,5 habitants per km².
Dels 237 habitatges en un 26,2% hi vivien nens de menys de 18 anys, en un 57,4% hi vivien parelles casades, en un 8% dones solteres, i en un 32,9% no eren unitats familiars. En el 24,9% dels habitatges hi vivien persones soles el 5,1% de les quals corresponia a persones de 65 anys o més que vivien soles. El nombre mitjà de persones vivint en cada habitatge era de 2,46 i el nombre mitjà de persones que vivien en cada família era de 2,96.
Per edats la població es repartia de la següent manera: un 22,8% tenia menys de 18 anys, un 5,8% entre 18 i 24, un 27,8% entre 25 i 44, un 31% de 45 a 60 i un 12,5% 65 anys o més.
L'edat mediana era de 42 anys. Per cada 100 dones de 18 o més anys hi havia 94 homes.
La renda mediana per habitatge era de 38.958 $ i la renda mediana per família de 47.083 $. Els homes tenien una renda mediana de 33.333 $ mentre que les dones 28.558 $. La renda per capita de la població era de 18.994 $. Entorn del 3,2% de les famílies i el 7,7% de la població estaven per davall del llindar de pobresa.